# Mirosternus epichrysus
Mirosternus epichrysus är en skalbaggsart som beskrevs av Perkins 1910. Mirosternus epichrysus ingår i släktet Mirosternus och familjen trägnagare. Inga underarter finns listade i Catalogue of Life.